# Baïse Darré
Die Baïse Darré ist ein kleiner Fluss in Frankreich, der im Département Hautes-Pyrénées in der Region Okzitanien verläuft. Sie entspringt am Plateau von Lannemezan, im nördlichen Gemeindegebiet von Avezac-Prat-Lahitte beim alten Bahnhof Avezac der aufgelassenen Bahnstrecke von Lannemezan nach Arreau-Cadéac. Sie entwässert generell Richtung Nordnordost und bildet im Oberlauf einige kleine Stauseen, die von der angrenzenden Industriezone genutzt werden. Danach quert sie die Autobahn A64, den Canal de la Neste, wo sie mit zusätzlichem Wasser versorgt wird und die Bahnstrecke Toulouse–Bayonne. Im Anschluss daran fließt sie durch das Stadtgebiet von Lannemezan und mündet nach einer nachfolgenden Ruhephase im grünen Umland und insgesamt rund 10 Kilometern an der Gemeindegrenze von Lannemezan und Clarens als linker Nebenfluss in die Petite Baïse, die bis hierher noch Baïse Devant genannt wird.

## Orte am Fluss
(Reihenfolge in Fließrichtung)
- Avezac Gare, Gemeinde Avezac-Prat-Lahitte
- Lannemezan
- Campistrous